# Peggy Ashcroft
Dama Peggy Ashcroft DBE (ur. 22 grudnia 1907 w Croydon, zm. 14 czerwca 1991 w Londynie) – angielska aktorka filmowa i teatralna. Od 1926 roku występowała m.in. w Old Vic, Royale Shakespeare Company. Grała role dramatyczne, głównie szekspirowskie (Julii w Romeo i Julia, Ofelii w Hamlecie), często obok Johna Gielguda. Laureatka Oscara dla najlepszej aktorki drugoplanowej za rolę w filmie Podróż do Indii.
W maju 1986 roku Ashcroft otrzymała tytuł doctora honoris causa Open University.
Zmarła na udar mózgu w wieku 83. lat w Londynie.

## Filmografia
Filmy fabularne
- 1989: Dylemat serca (The Heat of the Day) jako Nettie
- 1989: She's Been Away jako Lillian Huckle
- 1988: Madame Sousatzka jako Lady Emily
- 1986: A gdy zawieje wiatr (When the Wind Blows) jako Hilda Bloggs (głos)
- 1986: Murder by the Book jako Agatha Christie
- 1984: Klejnot w koronie (A Jewel in the Crown) jako Barbie Batchelor
- 1984: Podróż do Indii (A Passage to India) jako Pani Moore
- 1980: Cream in My Coffee jako Jean Wilsher
- 1978: Wielka wrzawa wokół kolekcji Georgiego i Bonnie (Hullabaloo Over Georgie and Bonnie's Pictures) jako Lady Gee
- 1977: Joseph Andrews jako Lady Tattle
- 1973: Przechodzień (Der Fußgänger) jako Lady Gray
- 1971: Ta przeklęta niedziela (Sunday Bloody Sunday) jako Pani Greville
- 1969: Nie można żyć we troje (Three Into Two Won't Go) jako Belle
- 1968: Tajna ceremonia (Secret Ceremony) jako Hannah
- 1968: Tell Me Lies
- 1968: From Chekhov with Love
- 1962: The Cherry Orchard jako Madame Ranevsky
- 1959: Historia zakonnicy (The Nun's Story) jako Matka Matylda
- 1941: Quiet Wedding jako Flower Lisle
- 1940: Channel Incident jako Kobieta
- 1939: The Tempest jako Miranda
- 1939: Twelfth Night jako Viola
- 1939: A People Eternal jako Alloyah Quintino
- 1936: Rhodes of Africa jako Anna Carpente
- 1935: 39 kroków (The 39 Steps) jako Margaret
- 1933: The Wandering Jew jako Ollala Quintana

Seriale telewizyjne
- 1989: The Wars of the Roses jako Margaret
- 1987: A Perfect Spy jako Panna Dubber
- 1984: Six Centuries of Verse
- 1984: Klejnot w koronie (The Jewel in the Crown) jako Barbie Batchelor
- 1980: BBC2 Playhouse jako Pani Messner
- 1978: Edward i pani Simpson (Edward & Mrs. Simpson) jako Królowa Maria
- 1972: ITV Saturday Night Theatre jako Sonya
- 1971-1982: BBC Play of the Month jako Żona
- 1967: The Wednesday Play jako Matka
- 1966: ITV Play of the Week jako Pani Patrick Campbell
- 1965: War of the Roses jako Królowa Małgorzata
- 1965: Theatre 625 jako Rebecca
- 1959: BBC Sunday-Night Theatre jako Julia Rajk

## Nagrody
- Nagroda Akademii Filmowej Najlepsza aktorka drugoplanowa: 1985 Podróż do Indii
- Złoty Glob Najlepsza aktorka drugoplanowa: 1985 Podróż do Indii
- Nagroda BAFTA Najlepsza aktorka pierwszoplanowa: 1986 Podróż do Indii